# Herrick Chapman
Pour l’article homonyme, voir Chapman.
Herrick Chapman (Cambridge, Massachusetts) est un historien américain spécialiste de l'histoire française.  Il étudie à l'université de Californie à Berkeley et à l'université de Princeton.

## Biographie
Il épouse Lizabeth A. Cohen, historienne spécialiste de l'histoire américaine responsable du Radcliffe Institute of Advanced Study à Harvard. Il est le père de l'architecte Julia Cohen Chapman qui épouse Paul Blazer Nehring, responsable du Princeton Alumni Corps Project 55 Fellowship Program et de Natalie Cohen Chapman.

## Distinctions
- Chevalier dans l’ordre des Palmes académiques, conferred by the French Government, 2006.
- Remarque Fellow, Remarque Institute, New York University, spring semester 2006.
- German Marshall Fund of the United States, Research Fellowship, 1993-94.
- National Endowment for the Humanities, Research Fellowship, 1993-94.
- Maurice Falk Fellowship in the Humanities, Carnegie Mellon University, spring 1992.
- Faculty Development Grant for Research, Carnegie Mellon University, 1987 and 1991.
- American Council of Learned Societies, post-doctoral research fellowship for recent recipients of the Ph.D., 1985-86.
- National Fellow, Hoover Institution of War, Revolution and Peace, université Stanford, 1985-86.
- Research Fellow, Stanford Humanities Center, 1985-86 (refusé).
- International Doctoral Research Fellowship, Social Science Research Council, for dissertation research and writing, 1979-81.
- Fulbright-Hays Doctoral Fellowship, for dissertation research, 1979-80.
- Honorary Chancellor's Traveling Fellowship, University of California, Berkeley, for dissertation research, 1979.
- Danforth Postbaccalaureate Fellowship, 1977-1981.
- Senior Thesis Prize, Woodrow Wilson School of Public and International Affairs, université de Princeton, 1971.